# Кресс, Роман
Роман Уильям Кресс (англ. Roman William Cress; род. 2 августа 1977, Кабен) — маршалловский легкоатлет, выступавший в беге на короткие дистанции. Участник летних Олимпийских игр 2008 года. Победитель и серебряный призёр чемпионата Океании 2011 года, серебряный призёр Южнотихоокеанских игр 1999 года, победитель и бронзовый призёр Микронезийских игр 2006 года, трёхкратный серебряный призёр Микронезийских игр 2002 и 2010 годов.

## Биография
Роман Кресс родился 2 августа 1977 года на острове Кабен в составе Маршалловых Островов. Его отец был американцем, мать — местной жительницей.
Выступал в легкоатлетических соревнованиях за клуб «Чизел».
В 1999 году стал серебряным призёром Южнотихоокеанских игр в Санта-Рите в беге на 200 метров (21,89 секунды).
Завоевал пять наград на Микронезийских играх. В 2002 году в Понпеи завоевал серебряную медаль в беге на 200 метров (22,43), в 2006 году в Сайпане — золотую в беге на 200 метров (22,66) и бронзовую в беге на 100 метров (11,19), в 2010 году в Короре — серебро на 100-метровке (11,20) и 200-метровке (23,15).
В 2008 году вошёл в состав сборной Маршалловых Островов на летних Олимпийских играх в Пекине. В 1/8 финала бега на 100 метров занял последнее, 8-е место, показав результат 11,18 и уступив 0,74 секунды попавшему в четвертьфинал с 5-го места Дариушу Куцю из Польши.
В 2011 году на чемпионате Океании в Апиа завоевал золотую медаль в беге на 200 метров (22,54) и серебряную в беге на 100 метров (11,10).
Неоднократно участвовал в чемпионатах мира по лёгкой атлетике, выбывая на ранних стадиях спринта. В 1999 году в Севилье показал в беге на 100 метров результат 10,70, в 2013 году в Москве - 11,65. Также был среди участников чемпионатов мира 2001 и 2003 годов, но не выходил на старт. В 2012 году выступал на чемпионате мира в помещении в Стамбуле, где в беге на 60 метров финишировал с результатом 7,43.
Был рекордсменом Маршалловых Островов в беге на 100 метров и 60 метров в помещении.
Работает школьным администратором в американском городе Роббинсдейл в штате Миннесота.

## Личные рекорды
- Бег на 100 метров — 10,39 (15 мая 1999, Миннеаполис)[7]
- Бег на 200 метров — 21,49 (18 марта 2000, Лонг-Бич)[7]
- Бег на 55 метров (в помещении) — 6,20 (3 марта 2000, Колледжвилл[англ.])[7]
- Бег на 60 метров (в помещении) — 6,70 (8 декабря 2000, Эймс)[7]
- Бег на 200 метров (в помещении) — 22,30 (21 февраля 2003, Миннеаполис)[7]

## Семья
Дочь — Мариана Кресс (род. 1998), легкоатлетка с Маршалловых Островов. Участвовала в летних Олимпийских играх 2016 года.